# Diócesis de Évry-Corbeil-Essonnes
La diócesis de Évry-Corbeil-Essonnes (en latín: Dioecesis Evriensis-Corbiliensis-Exonensis y en francés: Diocèse d'Évry-Corbeil-Essonnes) es una circunscripción eclesiástica de la Iglesia católica en Francia. Se trata de una diócesis latina, sufragánea de la arquidiócesis de París. Desde el 1 de agosto de 2017 su obispo es Michel Armand Alexis Jean Pansard.

## Territorio y organización

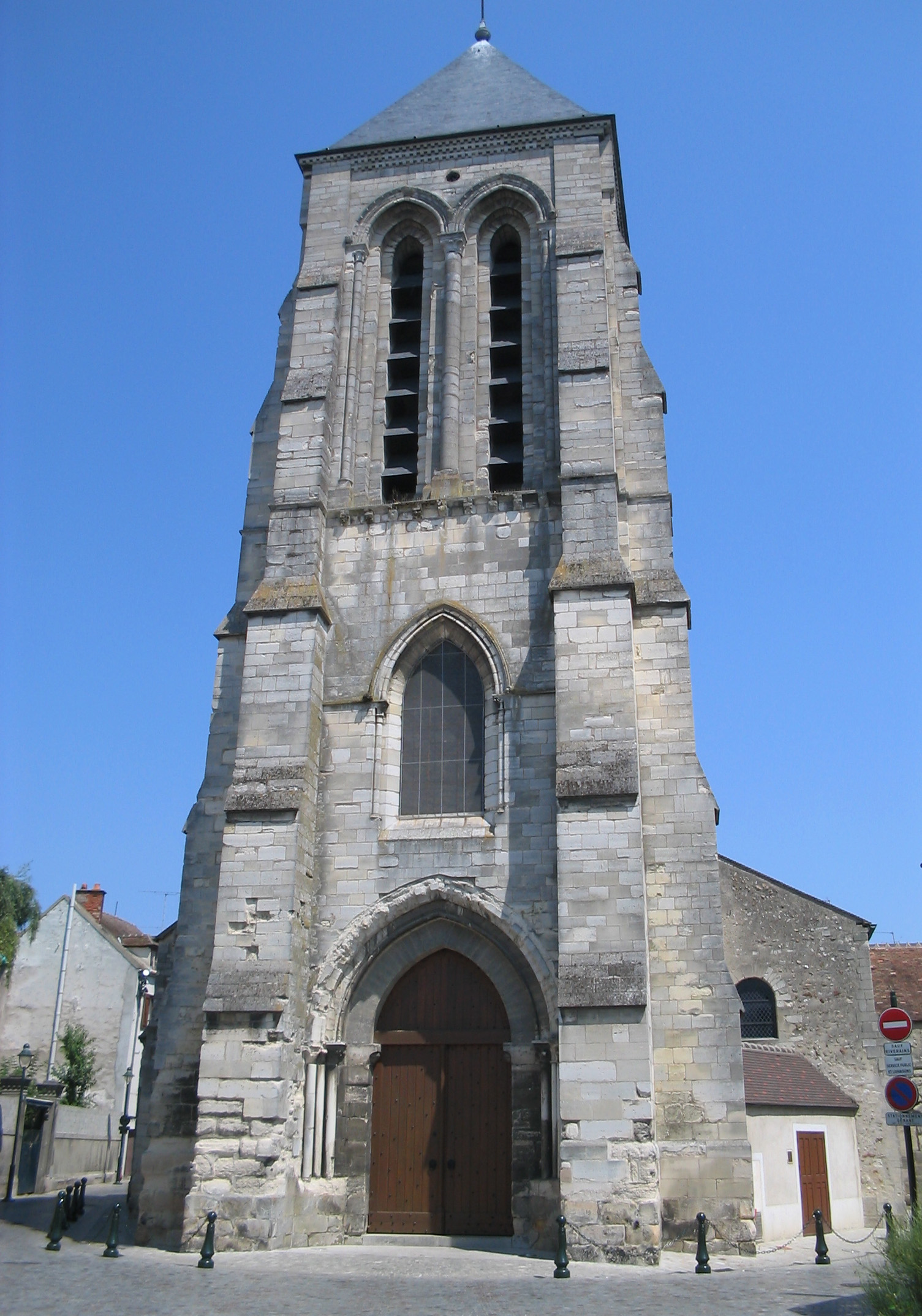
Concatedral de San Exuperio, en Corbeil-Essonnes

La diócesis tiene 1804 km² y extiende su jurisdicción sobre los fieles católicos de rito latino residentes en el departamento de Essonne y en las comunas de Bonnelles y Sainte-Mesme del departamento de Yvelines, en la región de Isla de Francia.

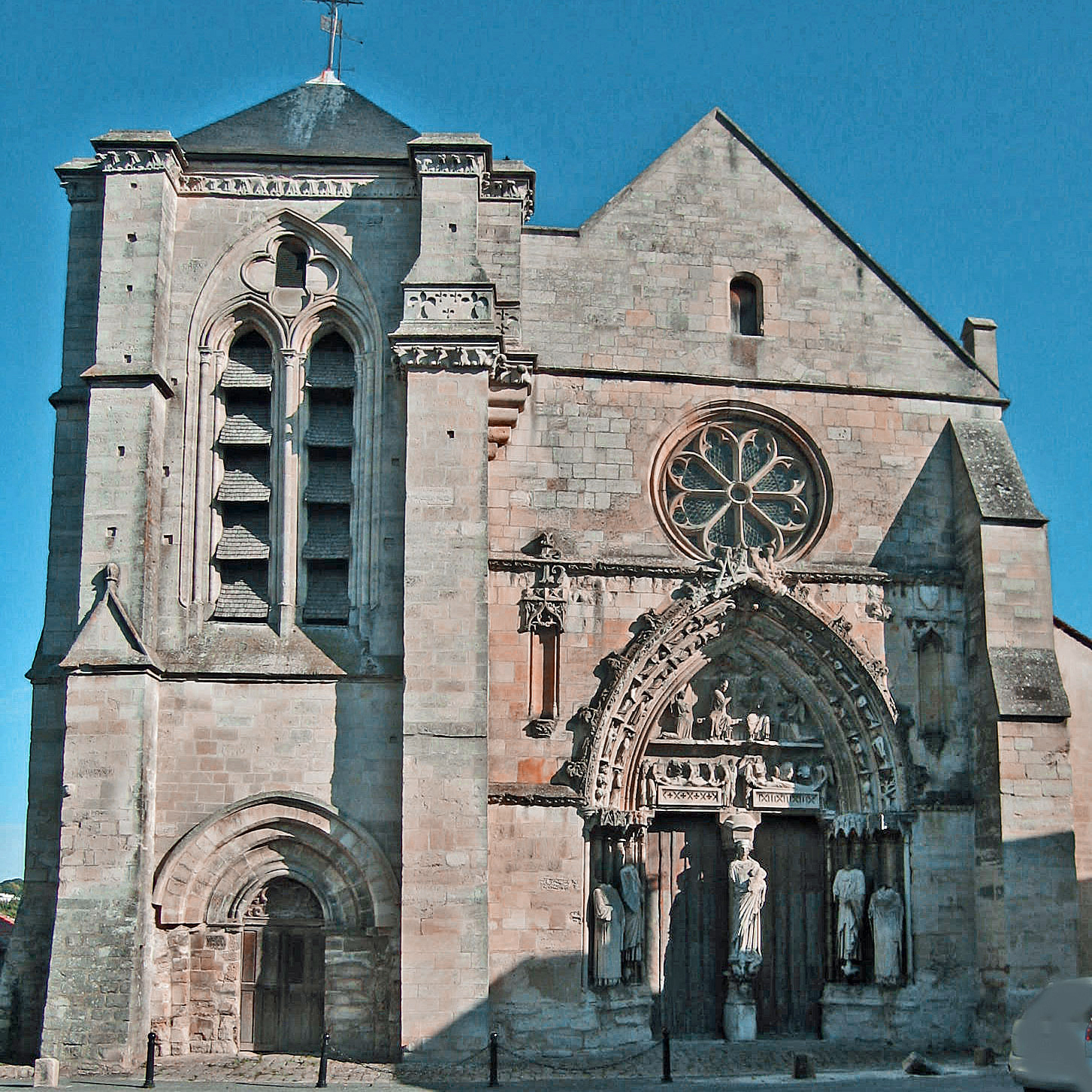
Basílica de Notre-Dame-de-Bonne-Garde, en Longpont-sur-Orge

La sede de la diócesis se encuentra en la ciudad de Évry, en donde se halla la Catedral de la Resurrección y San Corbiniano. En Corbeil-Essonnes se encuentra la Concatedral de San Exuperio y en Longpont-sur-Orge se halla la basílica de Notre-Dame-de-Bonne-Garde.
En 2021 en la diócesis existían 102 parroquias agrupadas en 5 decanatos y 22 sectores parroquiales.

## Historia
La diócesis de Corbeil fue erigida el 9 de octubre de 1966 mediante la bula Qui volente Deo del papa Pablo VI, obteniendo el territorio de la diócesis de Versalles. La diócesis pertenece, desde su fundación, a la provincia eclesiástica de la arquidiócesis de París. Albert-Georges-Yves Malbois, que fue obispo auxiliar en Versalles, fue nombrado primer obispo.
La sede episcopal original fue la ciudad de Corbeil-Essonnes, donde se erigió como catedral la iglesia de San Exuperio, dedicada al primer obispo de Bayeux y construida a partir del siglo XII.
Asumió el nombre de diócesis de Évry-Corbeil-Essonnes el 11 de junio de 1988, en virtud del decreto Cum intra fines de la Congregación para los Obispos. Al mismo tiempo, la sede episcopal fue trasladada a la ciudad de Évry. La nueva catedral fue consagrada el 8 de mayo de 1997 y recibió la visita del papa Juan Pablo II el 22 de agosto siguiente.
La diócesis celebró dos sínodos, que tuvieron lugar en el trienio 1987-1990 y 2004-2007.

## Estadísticas
Según el Anuario Pontificio 2022 la diócesis tenía a fines de 2021 un total de 897 900 fieles bautizados.
| Año                                                                             | Población            | Población | Población      | Sacerdotes | Sacerdotes    | Sacerdotes    | Bautizados por sacerdote | Diáconos permanentes | Religiosos | Religiosos | Parroquias |
| Año                                                                             | Bautizados católicos | Total     | % de católicos | Total      | Clero secular | Clero regular | Bautizados por sacerdote | Diáconos permanentes | Varones    | Mujeres    | Parroquias |
| ------------------------------------------------------------------------------- | -------------------- | --------- | -------------- | ---------- | ------------- | ------------- | ------------------------ | -------------------- | ---------- | ---------- | ---------- |
| 1969                                                                            | ?                    | 676 000   | ?              | 499        | 181           | 318           | ?                        |                      | 395        | 1191       | 110        |
| 1980                                                                            | 720 000              | 1 100 000 | 65.5           | 264        | 166           | 98            | 2727                     | 2                    | 98         | 975        | 210        |
| 1990                                                                            | 915 000              | 1 306 000 | 70.1           | 190        | 127           | 63            | 4815                     | 10                   | 130        | 786        | 206        |
| 1999                                                                            | 846 000              | 1 202 000 | 70.4           | 179        | 111           | 68            | 4726                     | 30                   | 118        | 624        | 108        |
| 2000                                                                            | 846 000              | 1 200 000 | 70.5           | 167        | 112           | 55            | 5065                     | 30                   | 104        | 566        | 108        |
| 2001                                                                            | 799 000              | 1 134 000 | 70.5           | 166        | 113           | 53            | 4813                     | 30                   | 107        | 552        | 108        |
| 2002                                                                            | 799 000              | 1 145 681 | 69.7           | 181        | 122           | 59            | 4414                     | 31                   | 111        | 569        | 108        |
| 2003                                                                            | 791 234              | 1 134 546 | 69.7           | 177        | 120           | 57            | 4470                     | 30                   | 97         | 528        | 108        |
| 2004                                                                            | 791 234              | 1 134 546 | 69.7           | 174        | 123           | 51            | 4547                     | 31                   | 84         | 580        | 110        |
| 2006                                                                            | 795 000              | 1 139 000 | 69.8           | 170        | 122           | 48            | 4676                     | 33                   | 83         | 534        | 110        |
| 2013                                                                            | 852 900              | 1 232 000 | 69.2           | 143        | 111           | 32            | 5964                     | 37                   | 77         | 377        | 110        |
| 2016                                                                            | 863 612              | 1 246 213 | 69.3           | 146        | 106           | 40            | 5915                     | 37                   | 163        | 222        | 104        |
| 2019                                                                            | 901 000              | 1 300 000 | 69.3           | 135        | 109           | 26            | 6674                     | 40                   | 60         | 261        | 102        |
| 2021                                                                            | 897 900              | 1 296 130 | 69.3           | 131        | 99            | 32            | 6854                     | 41                   | 53         | 263        | 102        |
| Fuente: Catholic-Hierarchy, que a su vez toma los datos del Anuario Pontificio. |                      |           |                |            |               |               |                          |                      |            |            |            |

## Episcopologio
- Albert-Georges-Yves Malbois † (9 de octubre de 1966-13 de septiembre de 1977 renunció)
- Guy Alexis Herbulot † (12 de mayo de 1978-15 de abril de 2000 retirado)
- Michel Marie Jacques Dubost, C.I.M. (15 de abril de 2000-1 de agosto de 2017 retirado)
- Michel Armand Alexis Jean Pansard, desde el 1 de agosto de 2017